# Бременские разбойники
«Бременские разбойники» — российско-украинский комедийно-приключенческий анимационный фильм, который сняли Алексей Лукьянчиков и Святослав Ушаков по мотивам сказки «Бременские музыканты» Братьев Гримм. В прокат в России фильм вышел 10 ноября 2016 года.

## Сюжет
Мультфильм рассказывает о разбойнике Трубине Гуде, который вместе с верными друзьями-животными — ослицей Гретхен, котом Зигмундом, петухом Петруччо и бульдогом Баскервилем — бросает вызов преступной власти Королевства, в котором уже давно нет короля, но хитрые и жадные Министры правят им от имени юной и наивной Принцессы.

## Создатели
- Режиссёры Алексей Лукьянчиков, Святослав Ушаков
- Автор сценария Савва Минаев при участии Ларисы Жолобовой
- Ведущий аниматор Владимир Никитин

## Роли озвучивали
- Максим Матвеев - Трубин Гуд
- Дина Гарипова - Принцесса
- Игорь Тарадайкин - Баскервиль
- Ольга Зубкова - Фиксина
- Юлия Яблонская - Гретхен
- Владимир Антоник - кони
- Дмитрий Филимонов - Петруччо
- Александр Коврижных - охранники
- Юрий Осипов - рыцарь, дворецкий
- Владимир Кошевой - мечник
- Андрей Тартаков - Зигмунд
- Анастасия Садовская
- Песни: музыка Аркадий Укупник, слова Аркадий Укупник, Евгений Муравьёв исполняют Наталья Подольская, Александр Иванов

## Производство
В октябре 2016 года украинский продюсер «Бременских разбойников» Владислав Ряшин заявил, что мультфильм находится на завершающем этапе производства. По его словам, лента снята по мотивам сказки «Бременские музыканты» Братьев Гримм и не имеет ничего общего с одноимённым советским мультфильмом. Также Ряшин добавил, что главных героев озвучат Потап и Настя Каменских, однако в ноябре 2016 года было объявлено, что их озвучили Надежда Дорофеева и Дмитрий Тодорюк.

## Релиз
Премьера «Бременских разбойников» в России и странах СНГ (без Украины) состоялась 10 ноября 2016 года. Анимационная лента вышла на 950 экранах, заработав за первый уикенд примерно 21 000 000 рублей. Общие кассовые сборы в России и странах СНГ (без Украины) составили 37 000 000 рублей ($ 574 тыс.).
Премьера «Бременских разбойников» в Украине состоялась 1 декабря 2016 года. Телевизионная премьера мультфильма состоялась на «Новом канале» 1 апреля 2017 года.